# منا فضالی
منا فضالی (عربی: منة الله سامي فضالي؛ زادهٔ ۴ سپتامبر ۱۹۸۳) هنرپیشه اهل مصر است. دیلر از جمله فیلم‌هایی است که او ایفای نقش کرده است.